# LENPHa
LENPHa（れんふぁ）は、 女性2名による日本の音楽ユニット。

## メンバー
- 永遠花（はるか、大阪府出身）
- 樹凛花（じゅりか、秋田県出身）

## 概要
2005年夏、全薬工業株式会社「新ジキニン顆粒」のCM、およびCMソングが作られ、2人で歌唱。
同年秋、正式にCDデビューすることが決まり、15秒のCMソングに歌詞・曲が加筆され、「LENPHa」のユニット名で、11月30日にシングル『スウィート スマイル』をリリース。「LENPHa」は中国語で「恋花（れんふぁ）」と書き、響きが良く、女性の恋の歌を花のように優しく歌っていきたいという気持ちを込めて命名。オフィシャルサイトを開設したり、「♪LENPHa（れんふぁ）のぽかぽか日記♪」と題したブログも綴っていた。

## ディスコグラフィ

### シングル
- スウィート スマイル　c/w　Flower tears（2005年11月30日発売）
  1. スウィート スマイル（作詞:樹凛花　作曲:角田崇徳　編曲:角田崇徳）
  2. Flower tears（作詞:樹凛花　作曲:MOTO G3　編曲:MOTO G3）
  3. スウィート スマイル (Inst Ver.)
  4. Flower tears (Inst Ver.)

## ライブイベント
- 2006年1月8日 - 横浜ベイサイドマリーナ（3ステージ）
- 2006年2月12日 - 横浜ベイサイドマリーナ（3ステージ）
- 2006年2月19日 - ガーデンウォ〜ク幕張（3ステージ）

## 出演

### ラジオ
- TOKYO UPSIDE STATION（2006年2月28日、東海ラジオ）

### WEB
- 晴香葉子のスピリチュアルLives（2006年2月3日、あっ!とおどろく放送局）